# Zollikofen
Zollikofen (toponimo tedesco) è un comune svizzero di 10 314 abitanti del Canton Berna, nella regione di Berna-Altipiano svizzero (circondario di Berna-Altipiano svizzero); ha lo status di città.

## Monumenti e luoghi d'interesse

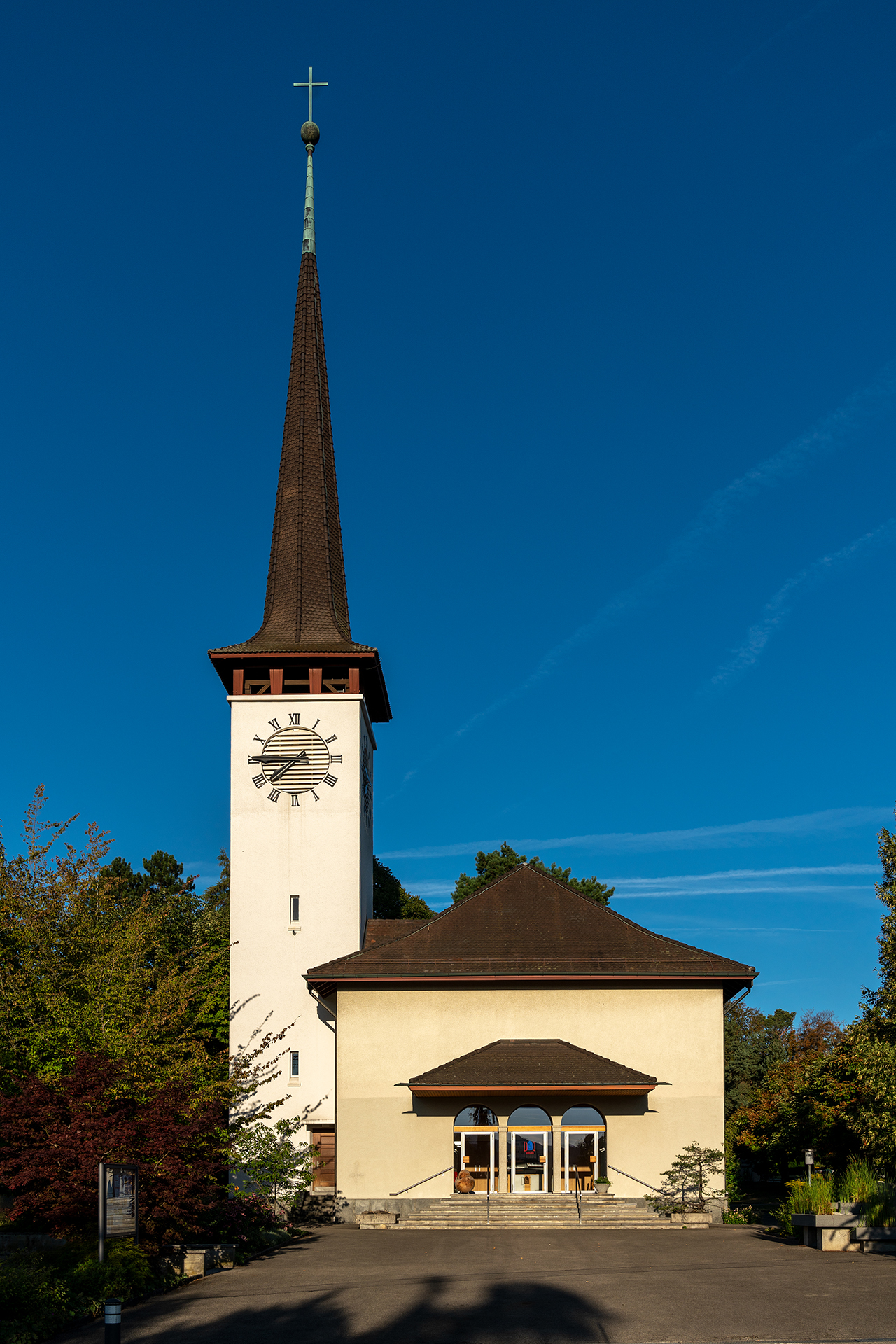
La chiesa riformata

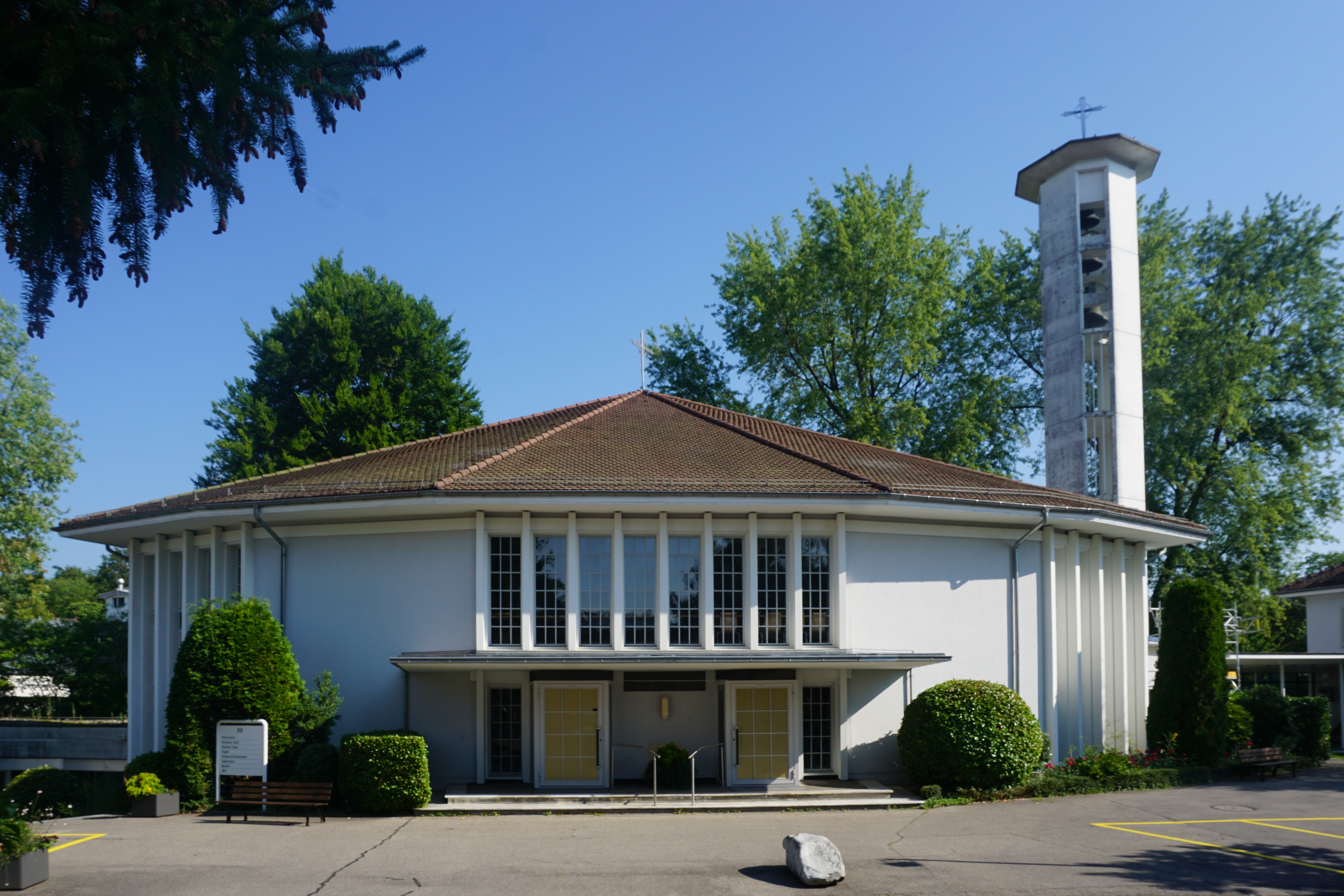
La chiesa cattolica di San Francesco

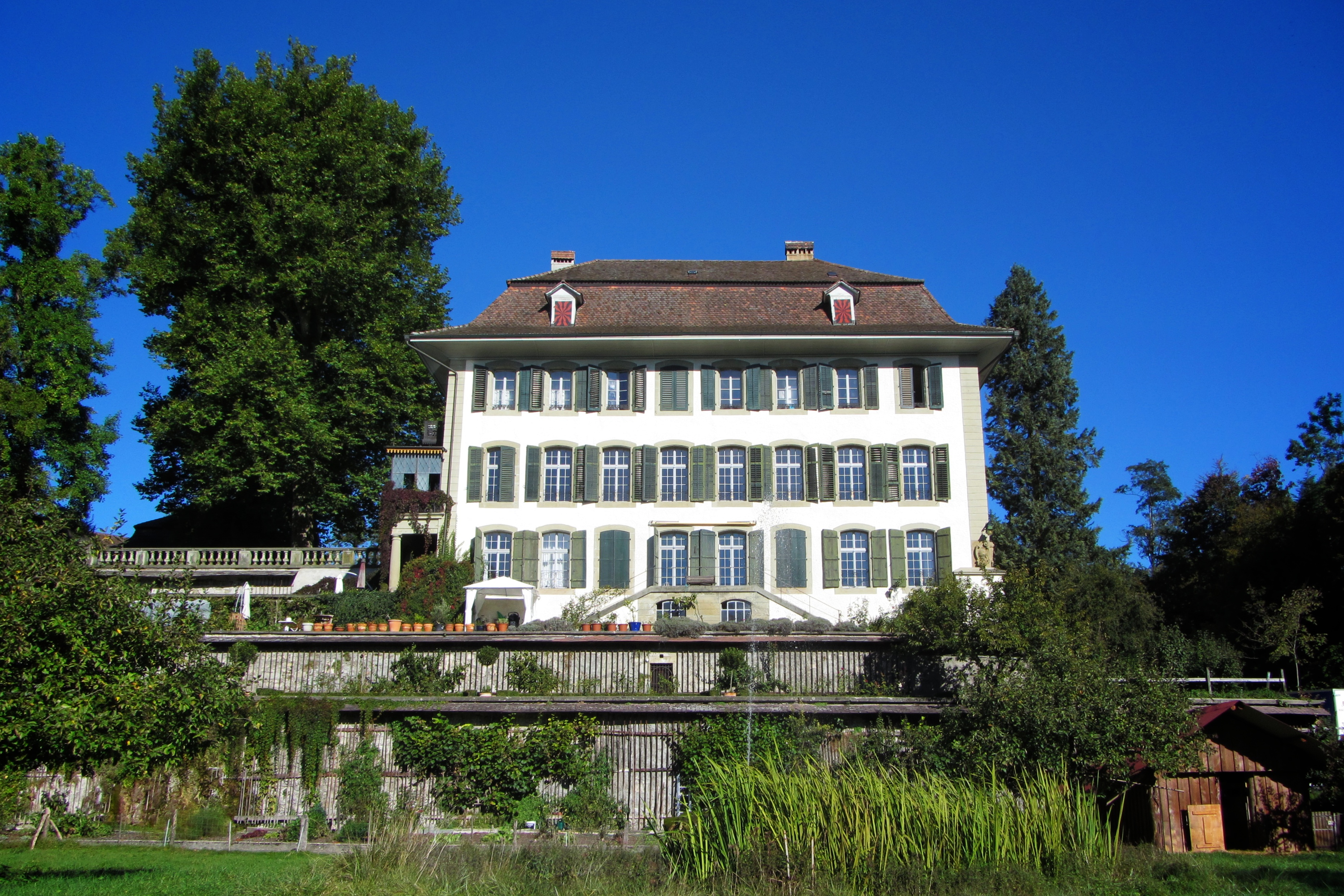
Il castello di Reichenbach

- Chiesa riformata, eretta nel 1938-1939[1];
- Chiesa cattolica di San Francesco, eretta nel 1958-1959[1];
- Castello di Reichenbach, ricostruito nel 1683 da Beat Fischer[1].

## Società

### Evoluzione demografica
L'evoluzione demografica è riportata nella seguente tabella:
Abitanti censiti

### Istituzioni, enti e associazioni
Il comune è la sede del Collegio di agricoltura della Svizzera ed è stato sede del Tribunale amministrativo federale.

## Infrastrutture e trasporti

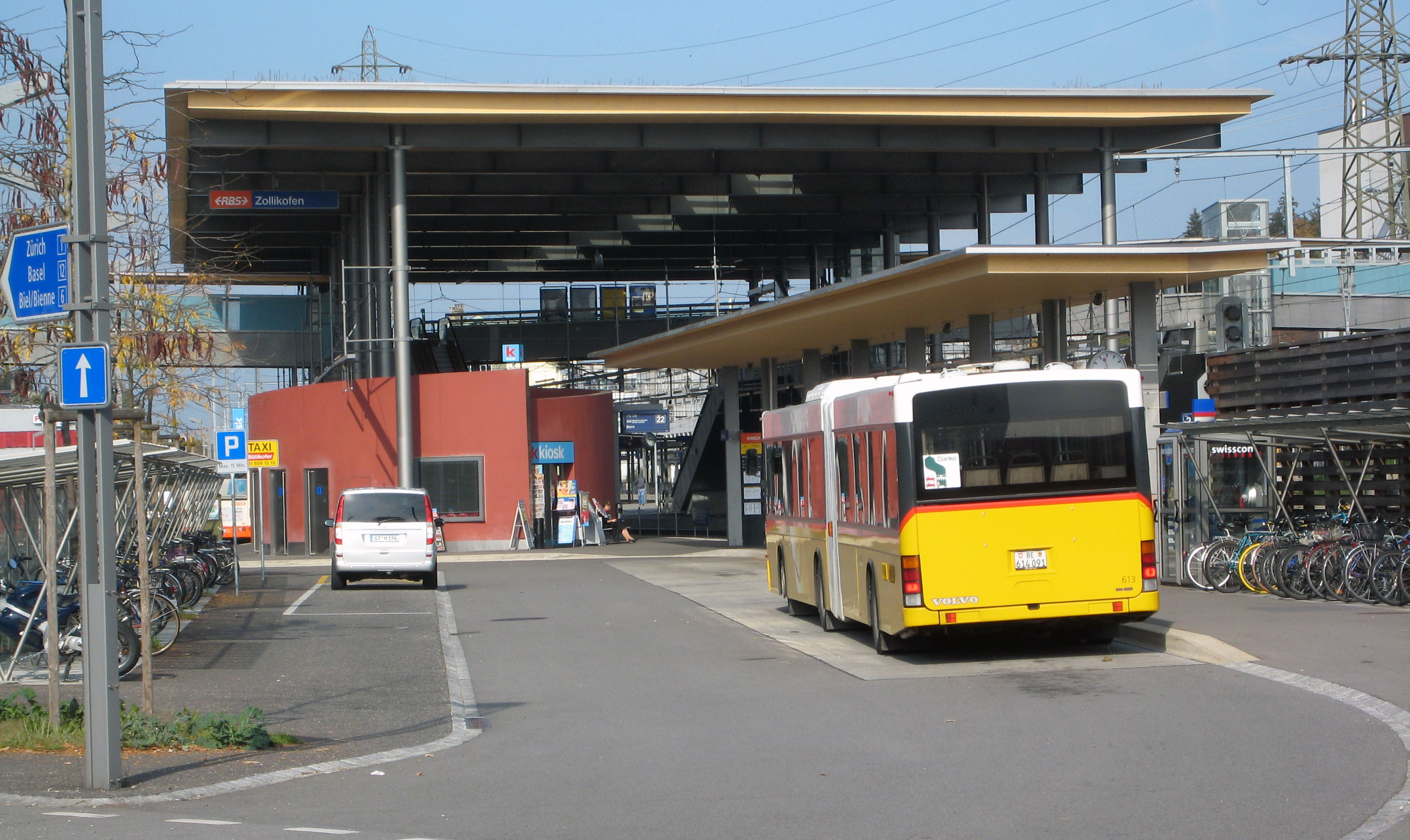
La stazione di Zollikofen

Zollikofen è servita dalla stazione di Zollikofen, sulla ferrovia Berna-Bienne, sulla ferrovia Berna-Zollikofen (lungo la quale sorgono anche le stazioni di Oberzollikofen e di Unterzollikofen) e sulla ferrovia Soletta-Worblaufen (lungo la quale sorgono anche le stazioni di Zollikofen Ost e di Oberzollikofen) e dalla stazione di Münchenbuchsee-Zollikofen, sulla ferrovia Berna-Olten.

## Amministrazione
Ogni famiglia originaria del luogo fa parte del cosiddetto comune patriziale e ha la responsabilità della manutenzione di ogni bene ricadente all'interno dei confini del comune.